# Emili Gaya i Vilagrassa
Emili Gaya i Vilagrassa (Reus, 29 de gener del 1902 - Barcelona, 15 de gener del 1923) va destacar com a músic i compositor de sardanes.
Era fill del comerciant i esportista Josep Gaya Vallduví. Als sis anys ja rebia lliçons de solfeig del mestre Ricard Guinart a Reus. En traslladar-se la seva família a Barcelona va ingressar a l'Escola Municipal de Música, on estudià solfeig i teoria musical amb Frederic Alfonso i Ferrer, violí amb Clemente Ibarguren, i harmonia i instrumentació amb Enric Morera. Amb setze anys, va ser contractat com a professor auxiliar de solfeig de l'Escola, càrrec que exercí fins a la mort. Era membre de l'orquestra de concerts dels Amics de la Música, tocà la viola i havia estat un dels fundadors i vicepresident de l'Associació Catalana d'Artistes. Interessat en els agrupaments corals, va ser sots-director del cor Catalunya Nova i, més tard, director de la secció coral del Foment Martinenc. Va escriure diverses sardanes i cançons per a cor i piano, per a quatre veus, per a cor i violí i per a orquestra.

## Obres[2]
- Reus (1921), sardana, que en els curts inclou una música popular reusenca que toquen els grallers dels Gegants de Reus
- La Joia Martinenca (1922), sardana[4]
- Tot dansant (1921), sardana
- A la gentil Rosa. Per a coral i piano. Amb lletra d'Artur Colomer
- A la nostra senyera: himne. Per a cor a quatre veus. Amb lletra de Miquel Guinart
- Amorosa serenata. Per a violoncel i piano
- Caprici. Per a orquestra
- Visca la sardana, per a cor a quatre veus. De forma pòstuma, el 1931 va ser estrenada instrumentada per a cobla[5]
- Altres sardanes: L'hereu; Neguit; La nit de sant Silvestre (1921); Rosanel·la (1922)[6]